# 1930 en droit
Cet article présente les faits marquants de l'année 1930 en droit.

## Événements

### Mars
- 20 mars : en Italie, institution du Consiglio Nazionale delle Corporazioni et de sept corporations : industrie, agriculture, commerce, banque, professions et art, transport maritimes, transports terrestres.

### Mai
- Mai : en Syrie mandataire, le haut-commissaire Henri Ponsot décide de promulguer les textes constitutionnels de tous les États syriens, reprenant la Constitution de 1928. Ces dispositions seront appliquées après les élections suivantes.

### Juin
- 30 juin : fin du mandat britannique sur le royaume d'Irak, prélude à l’indépendance, prévue pour 1932. L'Irak reste lié au Royaume-Uni par une alliance de 25 ans : coopération en matière de politique étrangère, maintien de deux bases aériennes britanniques, disposition du territoire irakien en cas de guerre, encadrement britannique de l’armée nationale.

### Octobre
- 24 octobre : au Brésil, suspension de la  Constitution à la suite du coup d'État de Getúlio Vargas.

### Novembre
- 16 novembre : le traité avec le Royaume-Uni est ratifié par le parlement irakien. Une opposition au traité, jugé trop favorable aux intérêts britanniques, se constitue au sein du parti de la fraternité arabe, dirigé par Yasin al-Hashimi, ancien officier supérieur de l’armée ottomane pendant la guerre.

- 22 novembre[1] : le Premier ministre égyptien Imaïl Sidqi promulgue une nouvelle constitution qui renforce les pouvoirs du roi et du gouvernement.

## Décès
- Maurice Hauriou à Toulouse, juriste français (né en 1856 à Tadiville, Charente)